# Yusuf I de Granada
Yusuf I fue un sultán del Reino nazarí de Granada (Granada, 29 de junio de 1318 – ibíd. 19 de octubre de 1354), séptimo soberano de la dinastía nazarí que ocupó el poder entre 1333 y 1354.
Estableció la paz con Alfonso XI de Castilla, pero tras finalizar los cuatro años de paz pactados, se alió con el Sultanato benimerín que habían pasado el Estrecho a las órdenes del sultán de Fez, Abu al-Hasan ben Uthman y presentó batalla a los castellanos, siendo derrotado en la batalla del Salado el 30 de octubre de 1340.
A finales de 1340, Alfonso XI puso cerco a Qal'at ben Said (Alcalá la Real), que hacía de escudo defensivo de Granada con el reino de Jaén y puerto seco de control de una importante ruta comercial. Ni Yusuf, ni su gran visir, el cristiano renegado Abul Nuaym Ridwan, como tampoco Ozmín, general de los "defensores de la fe" africanos consiguieron hacer caer a las tropas cristianas en las varias trampas que les prepararon en la Vega, en Sierra Elvira o en los alrededores del castillo de Moclín. Finalmente, Alcalá la Real capituló el 15 de agosto de 1341 y a sus habitantes fueron reubicados en Moclín para que guardasen el deseo de revancha. Perdió Algeciras en 1344 tras un largo asedio y estuvo a punto de perder Gibraltar entre 1349 y 1350 después de soportar un duro asedio, fallido tras la muerte de Alfonso XI a causa de la peste negra.   
A pesar de dichas derrotas, su reinado es una de las épocas de mayor esplendor del Reino de Granada. En la Alhambra realizó grandes obras como el palacio de Comares, una de las joyas de la arquitectura andalusí, mientras que en 1349 inauguró la Madraza de Granada, la primera universidad que tuvo la ciudad. Fue asesinado en 1354 mientras oraba en la mezquita aljama de la Alhambra.

## Historia
Yusuf nació el 29 de junio de 1318 en la Alhambra, fue el tercer varón de cuatro hijos del emir Ismaíl I, mientras que su madre fue una esclava llamada Bahar. A pesar de estar el tercero en la línea de sucesión, tras el asesinato de su medio hermano Muhammed IV en 1333, los regicidas Banū Abī l-Ulà lo proclamaron emir un día después, el 26 de agosto de ese año, cerca de Gibraltar con tan solo quince años. Yusuf con el tiempo pudo vengarse del asesinato de su hermano y expulsó a dicha familia de al-Ándalus. Se desconocen los motivos por los que su hermano mayor Faraí no fue entronizado, probablemente por razones políticas. Adoptó el laqab de al-Mu'ayyad bi-Llāh (el apoyado por Dios), que no había sido utilizado desde el fundador de la dinastía, Alhamar, y que a partir de entonces utilizarán los emires sucesores.

### Guerra con Castilla
Una de sus primeras actuaciones fue renovar la tregua con la Corona de Castilla tras la muerte de su medio hermano. El acuerdo se firmó en Fez el 26 de febrero de 1334 entre Castilla y los benimerines, quienes representaban a los nazaríes, por un periodo de cuatro años. Además, Castilla renunciaba a las parias durante ese periodo y se prohibió el aumento de soldados benimerines en sus plazas de Algeciras, Gibraltar, Marbella y Ronda, lo que beneficiaba a Granada para evitar las ansias imperialistas de los norteafricanos. La Corona de Aragón firmó su propio tratado el 3 de junio de 1335.

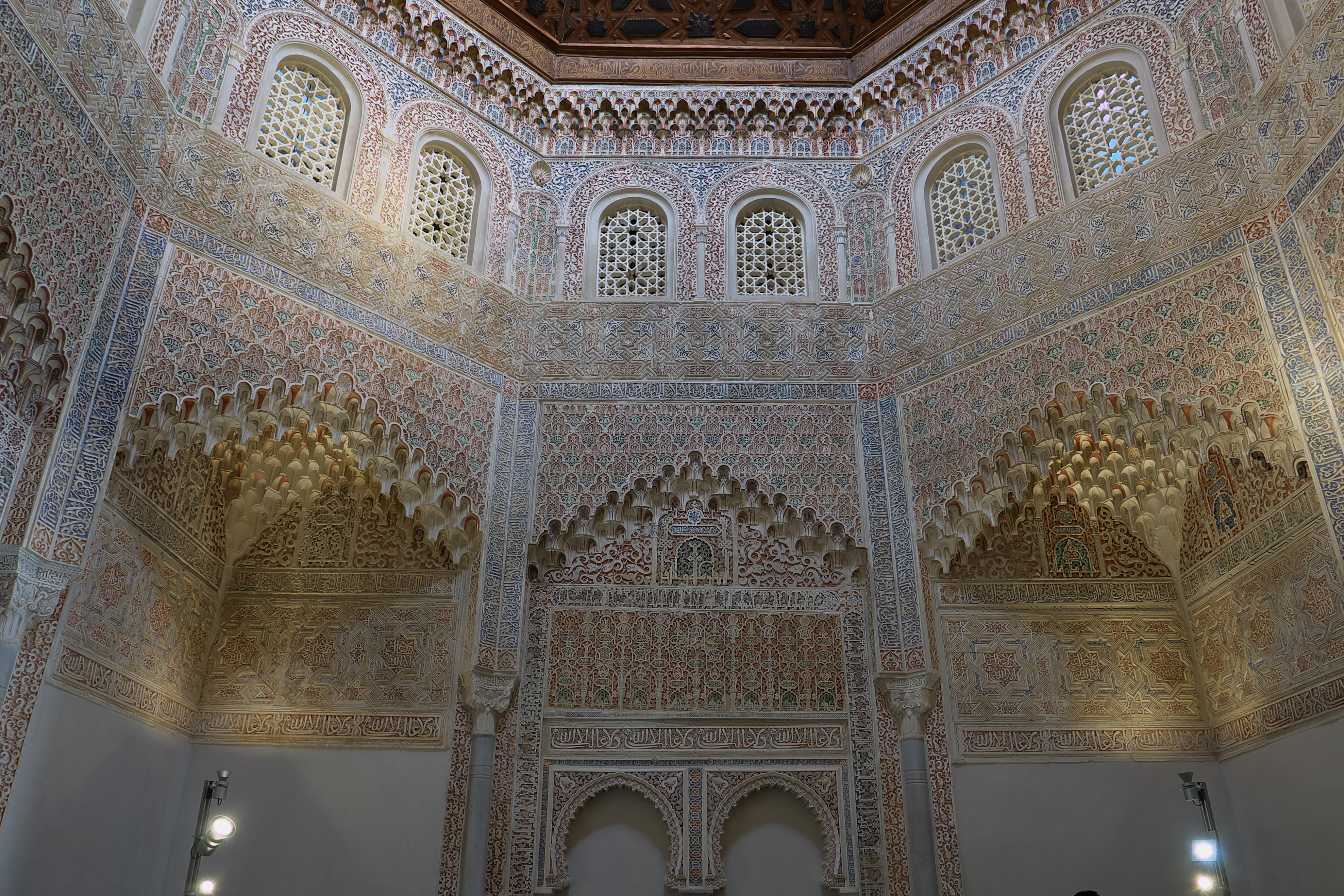
La madraza de Granada, la primera universidad de la ciudad, fue mandada construir por el monarca.

La guerra, sin embargo, no tardó en llegar, y el 30 de octubre de 1340 tuvo lugar la Batalla del Salado, debido a su cercanía con el arroyo Salado, entre las fuerzas islámicas, los benimerines y los nazaríes, y las fuerzas cristianas, Castilla y Portugal (con Alfonso XI de Castilla y su suegro Alfonso IV de Portugal) y Aragón (que mandó galeras). Castilla obtuvo una resonante victoria y Yusuf perdió un gran botín, así como numerosos soldados. Alfonso XI aprovechó el triunfo para conquistar Locubín y cercó Alcalá la Real, por lo que Yusuf tuvo que movilizarse hasta Moclín con un pequeño contingente, pero tras la derrota en la batalla del Salado, no pudieron hacer frente en un combate y Alcalá capituló el 30 de agosto de 1341. Yusuf intentó llegar a un acuerdo de paz, pero los castellanos requirieron que rompiera relaciones con los benimerines, a lo que se negó y Alfonso XI prosiguió tomando las plazas de Priego, Carcabuey, Rute, Benamejí y el castillo de Matrera. No satisfecho con dichos avances, Alfonso quiso terminar de una vez con la amenaza en el Estrecho y comenzó el asedio a Algeciras el 3 de agosto de 1342 con ayuda de tropas de Navarra, Francia, Inglaterra y el Sacro Imperio Romano Germánico. Yusuf I respondió con un ataque a Écija y el saqueo de Palma del Río, así pues, consiguió reconquistar Benamejí y entrar en Estepa. La presión sobre Algeciras era enorme y Yusuf entregó la ciudad el 26 de marzo de 1344, firmó una tregua de diez años, el vasallaje a Castilla y el pago de 12.000 dinares anuales.
Alfonso XI incumplió el acuerdo de paz a los cinco años, en 1349, tras comenzar el asedio de Gibraltar. Los benimerines no pudieron enviar refuerzos debido a conflictos internos y Yusuf tuvo que lidiar con el ataque. A pesar de que el sitio duró un año, la repentina muerte de Alfonso en marzo de 1350 debido a la peste negra hizo fracasar el asedio y su hijo Pedro I de Castilla firmó un acuerdo de paz con Yusuf.

### Esplendor cultural y urbanístico

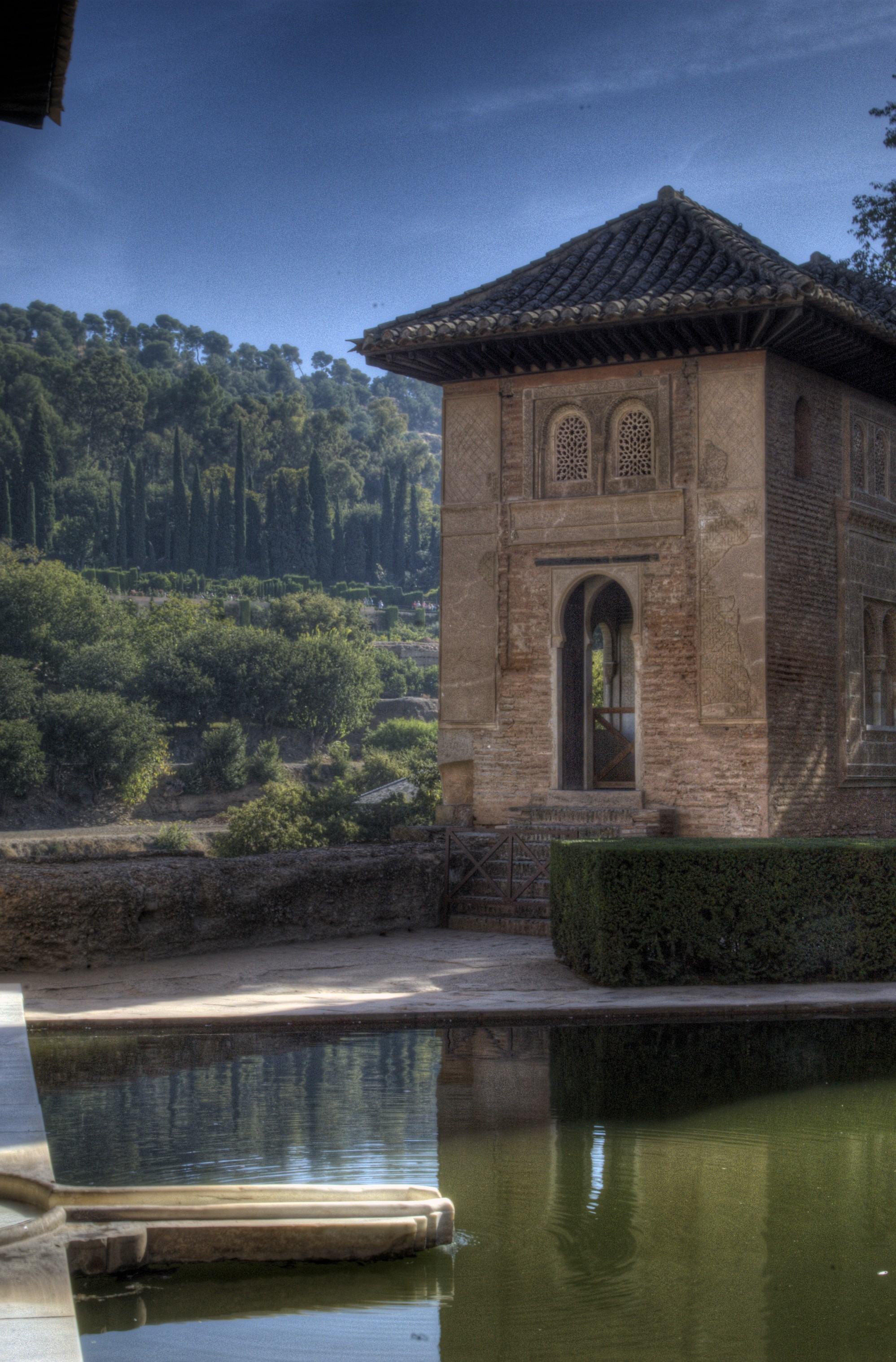
Oratorio del Partal.

Una vez afianzada la paz con Castilla, Yusuf pudo centrarse en su propio reino, lo que permitió desarrollar grandes actuaciones interiores que dieron estabilidad política y prosperidad económica, social y cultural. Reforzó sus defensas visitando más de veinte poblaciones, especialmente en la zona oriental hasta llegar a Almería, así como ordenó construir más de 40 torres atalayas desde la frontera de Vera hasta los alfoces de la Algarbía; en Málaga se reformaron la Alcazaba y el castillo del Gibralfaro. Las obras más relevantes fueron las acometidas en la Alhambra, donde se construyó el palacio de Comares, la puerta de la Justicia, la torre de la Cautiva, el oratorio del Partal y la puerta de los Siete Suelos. Asimismo, en la ciudad realizó la madraza de Granada, donde se realizaban estudios superiores equivalente a las universidades medievales de Bolonia u Oxford, y reforzó accesos como la puerta de Elvira.
Además, Yusuf acuñó monedas de gran calidad, con dinares de oro con su nombre y accedió a realizar audiencias ante cualquier ciudadano. Mantuvo contactos con el Sultanato mameluco de Egipto y, aunque pidió ayuda y esta fue rechazada por defensa propia, las relaciones quedaron establecidas.

### Asesinato
Cuando el Reino nazarí se encontraba en su auge cultural y económico, Yusuf, al igual que su hermano Muhammed y su padre Ismaíl, fue asesinado con 36 años por un individuo de baja clase social que se abalanzó sobre él y le clavó un puñal durante la Fiesta de ruptura del ayuno, el 19 de octubre de 1354, en la mezquita aljama de la Alhambra. Algunas fuentes indican que este hecho fue un acto de locura; otras informan de que se trataba de un esclavo negro, hijo natural del fallecido Muhammed IV, que había sido incitado a asesinar por terceras personas. El emir fue enterrado en la rauda de la Alhambra junto a su padre.
Tras la conquista de Granada por los Reyes Católicos en 1492, sus restos fueron trasladados por Boabdil a su nueva residencia en Mondújar.

## Descendencia
Tuvo nueve hijos: tres varones y seis hembras. Su heredero Muhammed V y su hija Isa fueron engendrados por su esclava Butayna, mientras que Ismaíl II, Qays, Fatima, Mumina, Jadila, Sams y Zaynab fueron engendrados por su sierva Maryam.

## Alhambra
Durante el reinado de Yusuf I, se construyeron los siguientes elementos de la Alhambra:
- Torre del Cadí
- Torre de la Cautiva
- Torre de Comares
- Torre Quebrada
- Puerta de la Justicia
- Puerta de la Alberca o de los Siete Suelos
- Oratorio del Partal
- Reformas del baño real y del Menxuar